# John Fenn
John Bennett Fenn (New York City, 15. lipnja 1917. – Richmond, 10. prosinca 2010.), američki znanstvenik. Dobio je 2002. Nobelovu nagradu.

## Dijela
- John B. Fenn, Engines, Energy, and Entropy – a Thermodynamics Primer, 1982, San Francisco, ISBN 0-7167-1281-4